# Vic Rattlehead

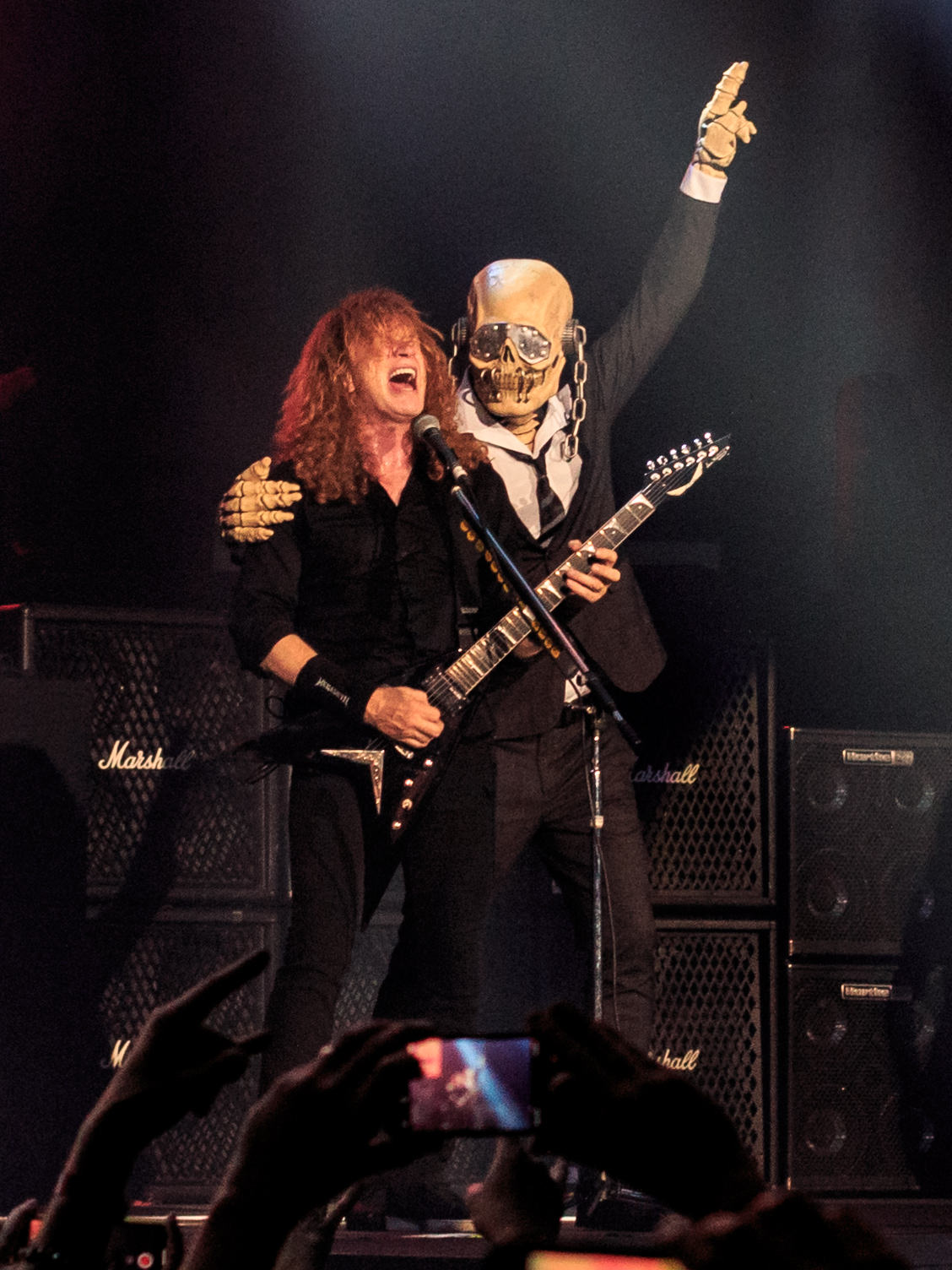
Dave Mustaine och Vic Rattlehead, 2018.

Vic Rattlehead är thrash- och speed metal-bandet Megadeths maskot. Vic är ett skelett som symboliserar De tre aporna-mottot "se inget ont, hör inget ont, säg inget ont", genom att han har ögon, mun och öron ihoptnitade. Vic Rattlehead finns med på de flesta av Megadeths skivomslag. Låten Skull Beneath the Skin på albumet Killing Is My Business... And Business Is Good! berättar hur Vic kom till.